# فيلا غروف (كولورادو)
فيلا غروف (بالإنجليزية: Villa Grove, Colorado)‏ هي بلدة تقع في مقاطعة ساغواتش، كولورادو بولاية كولورادو في الولايات المتحدة. تأسست عام 1870، تبلغ مساحتها  (كم²)، وترتفع عن سطح البحر 2434 م، بلغ عدد سكانها  نسمة في عام  حسب إحصاء مكتب تعداد الولايات المتحدة .

## وصلات خارجية
- The US50 - Cities and Towns in Colorado State
- Colorado Cities and Towns, Facts, Map, Flag, Colleges, Government, and More